# 朱勋淯
吴江荣顺王朱勋淯（16世纪—1597年），明朝吴江昭和王朱诠铿的嫡五子，明朝第二代吴江王。其母是朱诠铿的继妃。

## 生平
正德七年（1512年）十二月，生父朱诠铿去世。嘉靖六年（1527年）九月，明世宗遣新寧伯譚綸等為正使、編修張星等為副使，持節冊封朱勛淯袭封吳江王。
朱勋淯的大伯父瀋恭王朱诠钲病重，孙子朱胤榿年幼，朱诠钲担心郡王们为患，預先奏请以朱胤榿主府事，令朱胤榿的母妃郗氏保護、長史承奉等輔導，等其长成。朱诠钲死后，其四弟宿迁王朱詮鏅赶紧請求命朱诠钲的二弟也是自己的胞兄灵川荣懿王朱诠鉌的孙子靈川王朱胤栘攝國政。郗氏奏請按朱诠钲遗愿行事。嘉靖六年（1527年）六月，禮部商议认为应该由朱胤榿承重主喪礼、統府事，母妃在宮保護，府事皆聽長史等官检点约束，郡王、將軍及宗人不得奏擾，获准。
嘉靖九年（1530年），朱胤榿未及袭封也去世，瀋恭王绝嗣，朱勋淯上奏以父亲朱诠铿与瀋恭王同母为由自称嫡脉，以寻求袭封瀋王。十月，礼部查出朱勋淯的祖母高氏本是夫人，作为瀋恭王之母被追封为瀋庄王朱幼㙾的次妃，并非正室，朱勋淯却诈称祖母为正室、父亲朱诠铿是嫡出，才导致朱勋淯的三伯父宜山王朱诠鏋也以兄终弟及为由寻求袭封。明世宗切责朱勋淯、朱诠鏋捏词奏扰、交构不和，称本当查究，此次姑且饶恕；最终由朱胤栘袭封瀋王。
秦藩永壽恭和王朱秉欓身后也发生王位继承之争：其第六子镇国将军朱惟燱因为母亲邵氏由内助进封王继妃，自认为嫡子，引用朱勋淯作为继妃子以嫡子身份越过庶兄袭爵的例子，想取代朱秉欓的庶长孙朱懷墡袭封永寿王。朱懷墡也举鲁藩邹平恭懿王朱陽鎕奏请以内助丁氏为继妃、其子朱當涼为嫡长子，但其死后朱當涼未被视为嫡子，仍由庶长子朱當潩袭封的例子相争。嘉靖二十八年（1549年）十二月，最终定下由朱懷墡袭封。
万历二十五年（1597年），朱勋淯去世。萬曆二十六年（1598年）三月，明神宗遣行人柯維蓁、李璠分別掌行朱勛淯和吉陽王朱俊槿的喪禮。
朱勋淯的嫡长子朱胤栿已经先去世。万历二十九年（1601年），朱胤栿的庶长子朱恬𦎴作为吴江长孙袭封。
朱勋淯另有一子封镇国将军，奉祀朱勋淯的七叔云和王朱詮𨭖。